# Natasha Harding
Natasha Marie Harding (* 2. März 1989 in Caerphilly) ist eine walisische ehemalige Fußballnationalspielerin.

## Karriere

### Verein
Harding begann ihre Karriere im Jahr 2007 beim walisischen Hauptstadtclub Cardiff City LFC, von dem sie zur Saison 2012 zum englischen Erstligisten Bristol Academy WFC wechselte. Durch die Vizemeisterschaft 2013 qualifizierte sich Bristol erstmals für die UEFA Women’s Champions League. Ende 2014 wurde zunächst Hardings Wechsel zur Franchise der Washington Spirit zur Saison 2015 der National Women’s Soccer League bekanntgegeben. Da sie jedoch kein Visum in den Vereinigten Staaten erhielt, zerschlug sich dieser Wechsel wenige Wochen vor Saisonbeginn. In der Folge schloss sich Harding der Frauenfußballabteilung von Manchester City an, für die sie in der Saison 2015 zu zehn Ligaeinsätzen kam. Von 2016 bis Ende 2017 spelte sie für den Liverpool LFC und wechselte im Januar 2018 weiter zum FC Reading.
Im Juli 2022 erhielt sie einen Einjahresvertrag bei Aston Villa. Nach vier Spielen verletzte sie sich im Training, so dass sie längere Zeit ausfiel. Im Mai 2023 gab der Verein das Ende ihrer Tätigkeit für Villa bekannt.

### Nationalmannschaft
Harding spielte bis 2008 für die walisische U-19-Nationalmannschaft. Im Herbst 2008 debütierte sie gegen die Schweiz in der walisischen A-Nationalmannschaft. Am 12. April 2022 bestritt sie beim WM-Qualifikationsspiel gegen Kasachstan ihr 100. Länderspiel und steuerte ein Tor zum 3:0-Sieg bei. Für eine EM oder WM konnte sie sich mit der walisischen Mannschaft nicht qualifizieren. Im September 2023 gab sie ihr Karriereende bekannt.